# آلما مالر
آلما مالر (آلمانی: Alma Mahler؛ ۳۱ اوت ۱۸۷۹ – ۱۱ دسامبر ۱۹۶۴) آهنگساز و شخصیت هنری بانفوذ اهل اتریش بود. او به ترتیب با گوستاو مالر، والتر گروپیوس و فرانتس ورفل ازدواج کرد و همزمان با مردان سرشناس دیگری رابطه داشت.
آلما مالر از نوجوانی به موسیقی می‌پرداخت و دست‌کم هفده قطعه برای پیانو با همراهی آواز ساخت. طی سال‌های بعد سالنش محل گردهم‌آیی حلقه‌های هنری در وین و سپس لس آنجلس شد.